# Затвор на Ади Циганлији
Затвор на Ади Циганлији је постојао од 1920. до 1956. године и налазио се на тада још увек острву-ади, а данас најпознатијем београдском излетишту и купалишту Ади Циганлији.

## Историјат
Затвор је изграђен 1920. године као затвор Окружног суда у Београду, за „теже затворенике”. Налазио се на самом почетку острва, отприлике где се данас налази зграда Управе Аде Циганлије и ресторан „Језеро”. Временом су „тежи затвореници” све чешће постајали политички затвореници који су овде били затварани, углавном комунисти и припадници других илегалних организација.
Након увођења Шестојануарске диктатуре, 1929. године и формирања Државног суда за заштиту државе затвор на Ади Циганлији је постао истражни затвор овог суда. У њему су боравили оптужени којима се судило пред овим судом, најчешће припадницима илегалне Комунистичке партије Југославије, страним шпијунима или неким другим илегалним организацијама и удружењима. Ову намену затвор је задржао све до 1941. године.
Услови у овом затвору су били тешки, слични попут оних у злогласној „Главњачи”. Све до 1930-их година око затворских зграда није постојао зид, па су затвореници морали да се крећу оковани ланцима. У дворишту затвора су се налазила вешала, која су служила за погубљења.
Након Другог светског рата, затвор је био коришћен за потребе Одељења за заштиту народа за Србију и поново је био коришћен за политичке затворенике. Према неким тврдњама, управо у дворишту овог затвора је 17. јула 1946. године стрељан Драгољуб Михаиловић, вођа ЈВуО, мада ова тврдња још увек није званично потврђена. Касније су овде били затварани и други политички затвореници.
Затвор је постојао све до 1954. године када је затворен. Зграда затвора је срушена 1956. године, јер се већ наредне 1957. почело са уређењем овог простора за потребе излетишта и купалишта. До 1967. године завршени су радови на уређивању Аде и њеног преграђивању изградњом насипа са горње и доње стране рукавца чиме је формирано Савско језеро.

## Спомен-обележје
На самом почетку Аде, у близини ресторана „Језеро”, постављено је 1970. спомен-обележје, рад вајара Милорада Тепавца које чува сећање на политичке затворенике затваране у овом затвору од 1920. до 1941. године. Горњи део споменика представља симболички цвет са пет латица унутар кога се формира неправилна звезда петокрака. Са једне стране споменика налази се плоча са натписом — На овом месту од 1920. године налазио се затвор Државног суда за заштиту државе искључиво за политичке затворенике, док са друге стране споменика стоји плоча са стиховима књижевника Љубомира Симовића — Из тамнице без прозора видели смо како долазе лађе, чули сунце које не залази

## Познати затвореници

### 1929 — 1941.
Неки од затвореника који су боравили у истражном затвору Државног суда за заштиту државе на Ади Циганлији:
- Влада Аксентијевић ‎
- Нисим Албахари ‎
- Спасенија Цана Бабовић
- Слободан Бајић Паја
- Исидор Барух ‎
- Чедомир Васовић ‎
- Светозар Вукмановић ‎
- Божана Вучинић
- Жарко Зрењанин ‎
- Саво Јоксимовић
- Кристина Ковачевић ‎
- Раде Кончар
- Михаило Лалић
- Мома Марковић
- Милан Мијалковић
- Славко Мунћан
- Војин Николић
- Марко Орешковић
- Лепа Перовић
- Пуниша Перовић ‎
- Миро Попара ‎
- Коча Поповић
- Миладин Поповић ‎
- Анђа Ранковић ‎
- Рамиз Садику ‎
- Слободан Суботић